# Эффект Токвиля
Эффект Токвиля (или иначе парадокс Токвиля) — явление, при котором по мере улучшения социальных условий и возможностей социальная фрустрация растет быстрее. Эффект основан на наблюдениях Алексиса де Токвиля за Французской революцией и более поздними реформами в Европе и Соединённых Штатах. Эффект также можно описать фразеологизмом: «Аппетит приходит во время еды». Так, после того, как бо́льшая социальная справедливость в чём-то будет достигнута, может начаться более сильное сопротивление даже меньшим социальным несправедливостям, чем раньше.

## Описание
Алексис де Токвиль впервые описал это явление во втором томе книги «Демократия в Америке» (1840):
«Ненависть людей к привилегиям возрастает по мере того, как сами привилегии становятся более редкими и менее значительными. Можно сказать, что костёр демократических страстей разгорается как раз тогда, когда для него остаётся всё меньше горючего материала. Я уже указывал на причины этого феномена. Неравенство не кажется столь вопиющим, когда условия человеческого существования различны; при всеобщем единообразии любое отклонение от него уже вызывает протест, тем больший, чем выше степень этого единообразия. Поэтому вполне нормально, что стремление к равенству усиливается с утверждением самого равенства: удовлетворяя его требования, люди развивают его».
Эффект предполагает связь между социальным равенством или уступками режима и непредвиденными последствиями, поскольку социальные реформы могут породить неоправданные ожидания. Согласно эффекту Токвиля, революция может произойти после улучшения социальных условий, в отличие от марксовской теории революции в результате прогрессирующего обнищания пролетариата (ухудшения условий).
В 1949 г. Харлан Кливленд представил концепцию «революции растущих ожиданий», которую в контексте Холодной войны он считал особенно актуальной для стран Третьего мира. Затем, политолог Джеймс Чаунинг Дейвис предложил J-кривую революций, которая утверждает, что за периодами богатства и прогресса следуют периоды ухудшения условий, ведущие к революции. Тед Роберт Гарр также использовал термин «относительная депривация», чтобы показать, что революции случаются, когда в обществе есть ожидание улучшений, которое контрастирует с суровой реальностью .
Есть вероятность, что парадокс Токвиля будет иметь место, если реформы планируются централизованно, но реализуются на местном уровне, — когда реализация на местном уровне не соответствует более высокой предполагаемой вначале точке.